# My World (album de Avril Lavigne)
My World este primul album video al cântăreței de origine canadiană Avril Lavigne. Fiind lansat în America de Nord la 3 noiembrie 2003, discul conține majoritatea cântecelor incluse pe albumul de debut al interpretei, intitulat Let Go, dar și două preluări.
Acesta constă într-o înregistrare care conține șaisprezece melodii interpretate live. Acest prim DVD al său a înregistrat asemeni albumului, vânzări ridicate, ajungând la cota de 2.500.000 de exemplare pe plan mondial.

## Ordinea pieselor pe disc
Versiunea standard
1. „Sk8er Boi”
2. „Nobody's Fool”
3. „Mobile”
4. „Anything But Ordinary”
5. „Losing Grip”
6. „Naked”
7. ”Too Much to Ask”
8. ”I Don't Give”
9. ”Basket Case”
10. „My World”
11. „I'm With You”
12. „Complicated”
13. „Unwanted”
14. „Tomorrow”
15. „Knockin' on Heaven's Door”
16. „Things I'll Never Say”